# Calle Canóniga
La calle Canóniga es una vía pública de la ciudad española de Oviedo.

## Descripción
La vía discurre desde la confluencia de Mon con Santa Ana, donde conecta con San Antonio, hasta un punto en el que confluye con San Vicente y San José. Aparece descrita en El libro de Oviedo (1887) de Fermín Canella y Secades con las siguientes palabras:

Canóniga.—Las antiguas casas o viviendas de canónigos de la Santa Iglesia Catedral dieron nombre á la calle, dividida antes en Canóniga alta y baja. Dice el Prior Sr. Ceruelo que cuando las constituciones del famoso obispo D. Gutierre, cesó la vida regular ó claustral de los prebendados, y que ya rico el cabildo surgió el deseo de independencia y propiedad de sus miembros, estableciéndose en las casas próximas á la Catedral.—Ent.: San Antonio.—Conc.: San José.
(Canella y Secades, 1887, pp. 110-111)